# استعمار اقیانوس

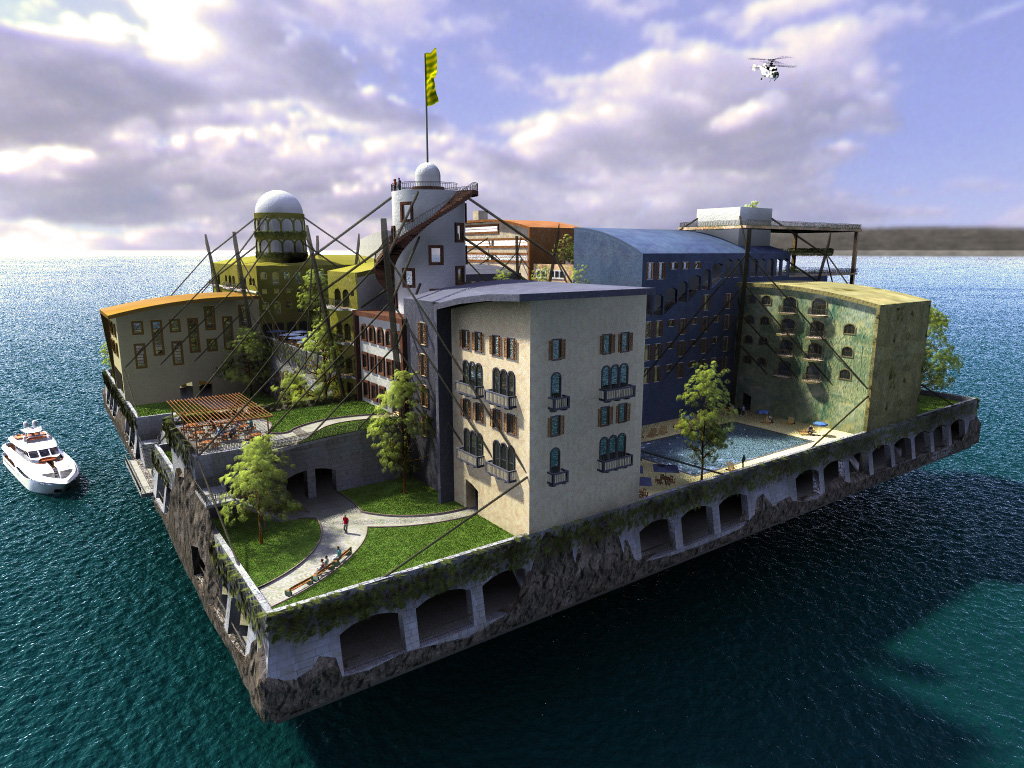
تصور هنرمند از یک سکونتگاه خیالی در اقیانوس

استعمار اقیانوس (همچنین استعمار آبی یا تصرف اقیانوس) به استثمار، سکونت یا ادعای ارضی اقیانوس و پوسته اقیانوسی گفته می‌شود.
استعمار اقیانوس به عنوان شکلی از استعمار و استعمارگرایی به‌طور انتقادی شناسایی شده است، به ویژه با توجه به رشد استثمارگرانه و مخرب اقتصاد آبی در توسعه اقیانوس، مانند استخراج معادن در اعماق دریا، درخواست‌هایی برای عدالت آبی مطرح شده است.
استعمار اقیانوس به عنوان سکونتگاه‌های اقیانوسی، یا سکونتگاه‌های دریایی، که به گسترش سکونتگاه انسانی به اقیانوس گفته می‌شود، به عنوان «استعمارگری فنی» مهاجران در دریا شناخته شده است. پیشنهاد شده است که چنین سکونتگاه‌هایی با سکوهای اقامتی شناور، مانند کشتی‌های کروز بسیار بزرگ یا جزایر مصنوعی، با ایجاد سکوهای ساحلی، یا با زیستگاه‌های زیر آب، با استفاده از ساخت و ساز دریایی، ایجاد شوند، و استدلال‌هایی برای سازه‌های شناور وجود دارد، زیرا آنها عموماً کمتر تحت تأثیر بلایای طبیعی قرار می‌گیرند. اگرچه سکونت در اقیانوس با ساخت سازه‌های مصنوعی در محیط‌های آبی می‌تواند برای بوم‌سازگان دریایی نیز مخرب باشد.
ادعاهای ارضی یکی دیگر از مسائل بین‌المللی است که همچنان ادامه دارد و کشورهای مستقل از طریق توسعه و ادعای مالکیت جزایر کنترل نشده، مانند دریای چین جنوبی و شهرک‌های اقیانوسی که احتمالاً منجر به تشکیل کشورهای مستقل می‌شوند، ادعاهای خود را مطرح می‌کنند.
استعمار اقیانوس مورد حمایت قرار گرفته و با استعمار فضا مقایسه شده است، به ویژه به عنوان زمینه‌ای برای اثبات دومی. به‌طور خاص، مسئله حاکمیت ممکن است شباهت‌های زیادی بین استعمار اقیانوس و فضا داشته باشد؛ تعدیل زندگی اجتماعی در شرایط سخت به‌طور مشابه در مورد اقیانوس و فضا اعمال می‌شود؛ و بسیاری از فناوری‌ها ممکن است در هر دو محیط کاربرد داشته باشند.

## قانون
قانون دریاها که در نیمه دوم قرن بیستم به صورت بین‌المللی مورد مذاکره قرار گرفت، بیان می‌کند که اقیانوس «میراث مشترک بشریت» است. از این رو، نیاز به یک رژیم نظارتی بین‌المللی شناسایی و برای آن مذاکره شده است. از آنجایی که اقیانوس به عنوان یک مخزن آینده‌نگر خوش‌بینانه از نظر فناوری برای رشد اقتصادی دیده می‌شد، مدلی از بهره‌برداری مشترک بین‌المللی از طریق نهادی به نام «اینترپرایز» با دیدگاه‌های بهره‌برداری تجاری خصوصی در تضاد بود.
علاوه بر این بُعد اقتصادی، ملاحظات حفاظت از محیط زیست، درخواست‌هایی برای حقوق طبیعت برای اقیانوس ایجاد کرده است.

## فناوری‌های ساخت و ساز

### زیر آب
زیستگاه‌های زیر آب نمونه‌هایی از سازه‌های زیر آب هستند.
سازه‌های غوطه‌ور، کشتی‌های غرق‌شده و هوابندی هستند که یا در موقعیت میانی قرار می‌گیرند یا به کف اقیانوس متصل می‌شوند و یک کلان‌شهر زیرآبی برای سکونت و تجارت ایجاد می‌کنند.
پروژه‌ای برای ساخت خانه‌های کف دریا، به همراه استراحتگاه‌ها و هتل‌های لوکس است.
شهر مارپیچ اقیانوسی یک پروژه ژاپنی ۲۶ میلیارد دلاری است که تحقیقات و طراحی آن در حال انجام است تا به‌طور بالقوه ۵۰۰۰ نفر را در خود جای دهد؛ این امر ممکن است تا سال ۲۰۳۰ به واقعیت تبدیل شود.

## احیای زمین
احیای زمین فرایند جابجایی سنگ یا قرار دادن سیمان در بستر دریا، اقیانوس یا رودخانه برای گسترش یا ایجاد منطقه جدیدی از زمین قابل سکونت در اقیانوس است. این فرایند شامل ایجاد یک پایه محکم در کف دریا و ساخت و ساز بیشتر روی آن با موادی مانند خاک رس، شن و ماسه و خاک برای تشکیل یک ساختار جدید جزیره مانند در بالای سطح آب است. بنابراین، با استفاده از این فضای دست‌نخورده برای کاربردهای «مولدتر»، منطقه را برای توسعه بالقوه گسترش می‌دهد و از ساخت ساختمان‌ها یا سایر توسعه‌های شهری لازم در پاسخ به فعالیت‌های انسانی پشتیبانی می‌کند. این تکنیک استعمار اقیانوس، از نظر برنامه‌ریزی و اجرا، پیشرفته‌ترین تکنیک است.

### مثال‌ها

#### پالم جمیرا

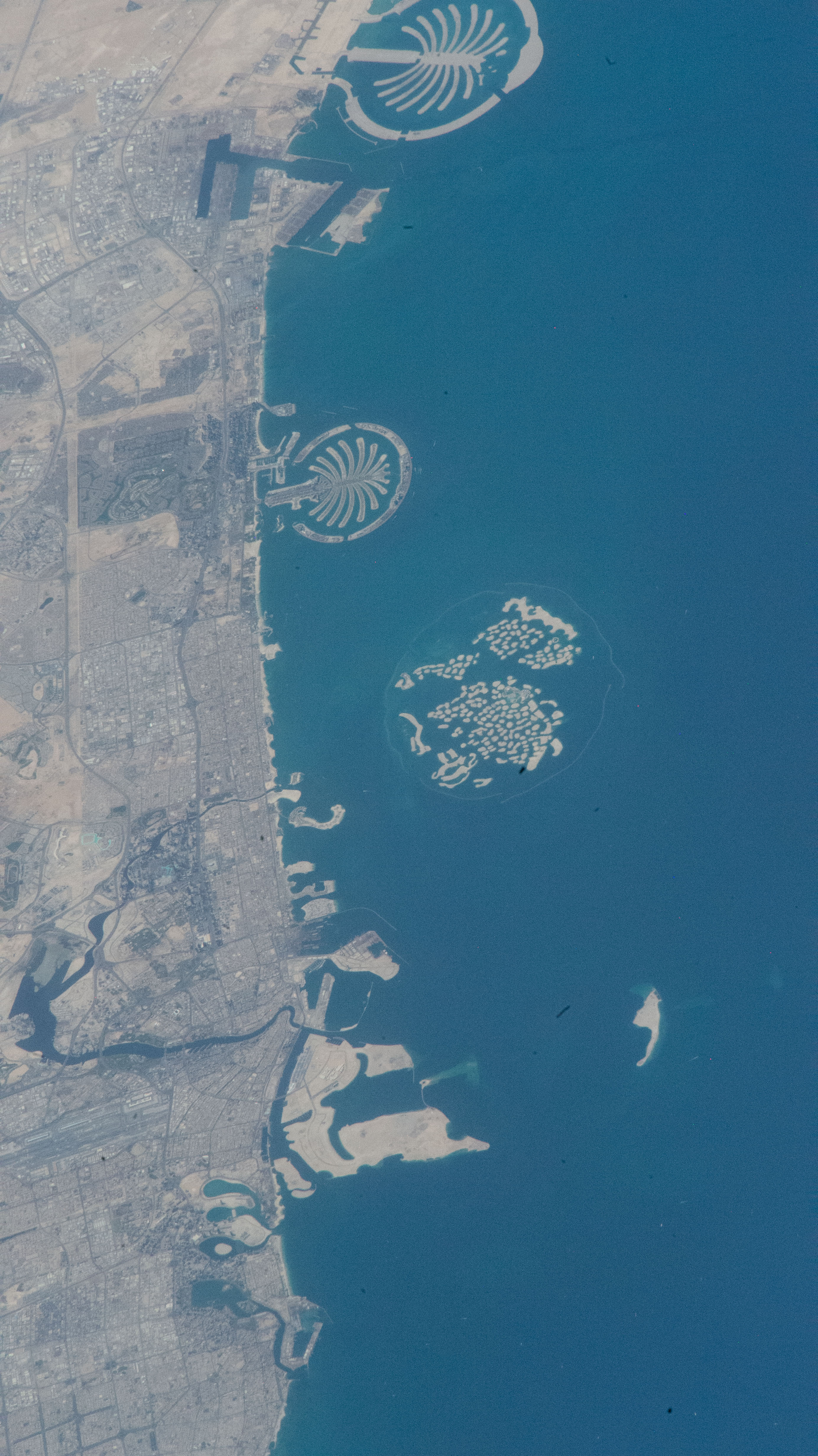
ساحل دبی با چندین جزیره مصنوعی، از جمله پیشرفته‌ترین جزیره مصنوعی در مرکز تصویر جزیره پالم دبی (تصویر گرفته شده از ایستگاه فضایی بین‌المللی)

پالم جمیرا جزیره اصلی از سه جزیره مصنوعی در دبی، امارات متحده عربی است که قرار است ساخته شود. این نام به دلیل شباهت آن به درخت نخل از نمای هوایی است و هم از نظر فرهنگی و هم از نظر نمادین به این شهر ساحلی مربوط می‌شود. این پروژه احیای زمین در سال ۲۰۰۱ آغاز شد و شامل جابجایی ۹۴ میلیون متر مکعب شن و ۵٫۵ میلیون متر مکعب سنگ در آب‌های خلیج فارس بود تا امکان توسعه ویلاهای لوکس ساحلی را برای اهداف مسکونی و تجاری فراهم کند.

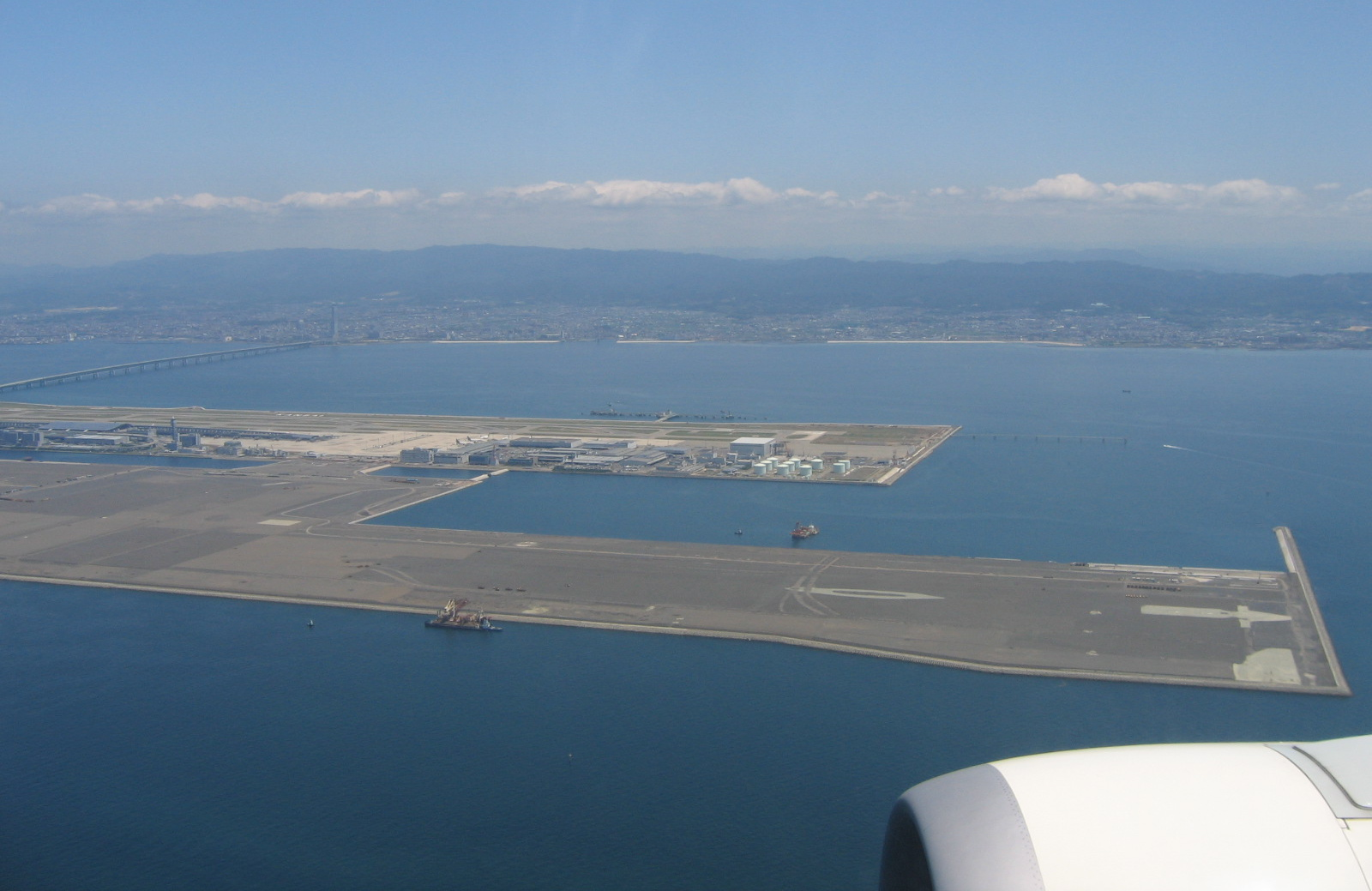
فرودگاه کانسای در ساحل خلیج اوساکا واقع شده است

#### فرودگاه بین‌المللی کانسای
فرودگاه بین‌المللی کانزای واقع در خلیج اوساکا، ژاپن، در سال ۱۹۸۷ به دلیل ازدحام بیش از حد در فرودگاه اوساکا که در همان نزدیکی بود، تأسیس شد. توسعه‌دهندگان اظهار داشتند که زمین کوهستانی ژاپن برای توسعه فضای مسطح مورد نیاز برای یک فرودگاه مساعد نیست، و بنابراین یک جزیره مصنوعی در خلیج، با یک پل ارتباطی برای پشتیبانی از ورود و خروج مسافران و بار، توسعه دادند.

#### خلیج پورتیه
خلیج پورتیه یک منطقه اکولوژیکی است که در سواحل موناکو امتداد یافته و برای کاهش انتشار گازهای گلخانه‌ای در این منطقه طراحی شده است. ۱۲۵ پروژه توسعه چند متری در سال ۲۰۱۱ دوباره آغاز شد و قصد دارد یک هکتار فضا برای خرده‌فروشی، پارک‌ها، دفاتر، آپارتمان‌ها و ویلاهای خصوصی فراهم کند تا از جمعیت رو به رشد کشور پشتیبانی کند.

## سازه‌های شناور

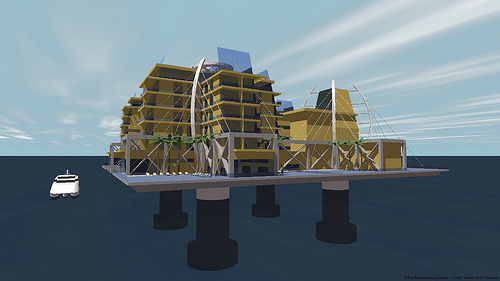
تصور هنرمند از یک اقامتگاه شناور

سازه‌های شناور بسیار بزرگ (VLFS) یا سازه‌های ساحلی سکوهایی روی پانتون‌ها هستند که برای شناور شدن روی سطح اقیانوس یا دریا و اسکان ساکنان دائمی طراحی شده‌اند. آنها مساحت زیادی دارند و طوری طراحی شده‌اند که به یک دولت خاص وابسته نباشند، بلکه از طریق خوشه‌هایی از سازه‌های شناور، جوامع خود را تشکیل دهند. این نوع فناوری فقط در حد نظریه‌پردازی است و هنوز توسعه نیافته است، با این حال، شرکت‌های مختلفی برنامه‌های سرمایه‌گذاری در این زمینه را در دست اجرا دارند.